# میکی ملون
مایکل ژوزف ملون (متولد ۱۸ مارس ۱۹۷۲)، یک فوتبالیست سابق اسکاتلندی است و مدیر فعلی لیگ برتر اسکاتلند و باشگاه داندی یونایتد. او به عنوان بازیکن پست هافبک در باشگاه‌هایی از جمله بریستول سیتی، وست برومویچ، بلکپول، ترانمره راورز و برنلی سابقه بازی دارد. .